# 1975 في المملكة المتحدة
فيما يلي قوائم الأحداث التي وقعت خلال عام 1975 في المملكة المتحدة.

## سياسة

### تعيين في المنصب
- 11 فبراير – مارغريت ثاتشر زعيم حزب المحافظين (المملكة المتحدة)، زعيم معارضة.
- 18 فبراير – فرانسيس بيم، البارون بيم Minister of Agriculture, Fisheries and Food [الإنجليزية]‏.
- 10 يونيو – توني بين وزير الدولة للطاقة ‏.

### انتهاء فترة المنصب
- 11 فبراير – إدوارد هيث زعيم حزب المحافظين (المملكة المتحدة)، زعيم معارضة.
- 11 فبراير – مارغريت ثاتشر وزير دولة - ظل -  لشؤون البيئة والغذاء والقروية [الإنجليزية]‏.
- 10 يونيو – توني بين وزير الدولة للأعمال والتجارة [الإنجليزية]‏.

## رياضة
- 1 يناير – بطولة ويمبلدون 1975
- 19 يوليو – جائزة بريطانيا الكبرى 1975 الفائز إيمرسون فيتيبالدي.

## ظهور
- 1 يناير – أيرون ميدن
- 1 يناير – بانك
- 1 يناير – سيكس بيستلس
- 1 يناير – قوس قزح
- 1 يناير – موجة جديدة

## أفلام
من الأفلام التي صدرت هذه السنة في المملكة المتحدة:
- 1 يناير – باري ليندون من إخراج ستانلي كوبريك.
- 21 نوفمبر – جريمة في قطار الشرق السريع من إخراج سيدني لوميت.
- 17 ديسمبر – الرجل الذي سيصبح ملك من إخراج جون هيوستن.

## برامج ومسلسلات وأنمي
- جيش الآباء

## كتب
من الكتب التي صدرت هذه السنة في المملكة المتحدة:
- 1 يناير – الستارة من تأليف أجاثا كريستي.
- 1 أكتوبر – أميري جون من تأليف جورجيت هاير.

## مواليد

### يناير
- 1 يناير – لوسي جرين عالمة فلك بريطانية.
- 4 يناير – نويل ويلدرز
- 16 يناير – مايكل سبروت ملاكم من المملكة المتحدة.
- 21 يناير – نيكي بات لاعب كرة قدم إنجليزي.
- 31 يناير – لاري أشيك منافِس أوليمبي من المملكة المتحدة.

### فبراير
- 8 فبراير – كيفن كوبر لاعب كرة قدم إنجليزي.
- 18 فبراير – غاري نيفيل لاعب كرة قدم إنجليزي.
- 19 فبراير – جيمس جرينهالغ لاعب كرة مضرب نيوزيلندي.
- 27 فبراير – جايسون كوك

### مارس
- 13 مارس – مارك كلاتنبورغ حكم كرة قدم من المملكة المتحدة.
- 14 مارس – ستيف هاربر لاعب كرة قدم إنجليزي.
- 16 مارس – سيينا غيلوري ممثلة بريطانية.
- 21 مارس – مارك ويليامز لاعب سنوكر من المملكة المتحدة.

### أبريل
- 5 أبريل – جون هارتسون لاعب كرة قدم بريطاني.
- 9 أبريل – روبي فاولر لاعب كرة قدم إنجليزي.
- 14 أبريل – أندي مارشال لاعب كرة قدم إنجليزي.
- 27 أبريل – محمود نامق عثمان أوغلو

### مايو
- 2 مايو – ديفيد بيكهام لاعب كرة قدم إنجليزي.
- 18 مايو – جون هيغينز لاعب سنوكر اسكتلندي.
- 22 مايو – ستيفن والترز ممثل بريطاني.
- 27 مايو – جيمي أوليفر
- 29 مايو – ميلاني براون
- 31 مايو – أدي لويس

### يونيو
- 4 يونيو – راسل براند
- 9 يونيو – بريان ماجي ملاكم من المملكة المتحدة.
- 19 يونيو – هيو دانسي

### يوليو
- 3 يوليو – تيم ارنولد
- 18 يوليو – إم.آي.أيه
- 19 يوليو – جون هردمان
- 25 يوليو – جودي كرادوك لاعب كرة قدم إنجليزي.
- 28 يوليو – كريس داي لاعب كرة قدم إنجليزي.

### أغسطس
- 11 أغسطس – أسماء الأخرس
- 29 أغسطس – غرانت موراي لاعب كرة قدم اسكتلندي.

### سبتمبر
- 1 سبتمبر – سكوت سبيدمان
- 1 سبتمبر – يان جونسون لاعب كرة قدم إنجليزي.
- 4 سبتمبر – مارك رونسون
- 6 سبتمبر – جوستين والكر لاعب كرة قدم إنجليزي.

### أكتوبر
- 5 أكتوبر – بارميندر ناغرا ممثلة بريطانية.
- 5 أكتوبر – كيت وينسليت
- 7 أكتوبر – تيم مينشن
- 14 أكتوبر – مايكل دوبري لاعب كرة قدم إنجليزي.
- 15 أكتوبر – غلين ليتل لاعب كرة قدم إنجليزي.
- 25 أكتوبر – زادي سميث روائية بريطانية.

### نوفمبر
- 4 نوفمبر – ارين كريستي ممثل بريطاني.
- 5 نوفمبر – جولي بولين لاعبة كرة مضرب بريطانية.
- 25 نوفمبر – كريستيان نيرن

### ديسمبر
- 5 ديسمبر – روني اوسيلفيان
- 6 ديسمبر – نويل كلارك
- 17 ديسمبر – توم افري مستكشف بريطاني.

## وفيات

### يناير
- 1 يناير – سام جونسون (مواليد 1901) لاعب كرة قدم إنجليزي.

### فبراير
- 8 فبراير – روبرت روبنسون (مواليد 1886)
- 14 فبراير – جوليان هكسلي (مواليد 1887)
- 28 فبراير – نفيل كاردس (مواليد 1888)

### مارس
- 20 مارس – إيان كولينز (مواليد 1903)
- 28 مارس – إلسي جولدساك بيتمان (مواليد 1904) لاعبة كرة مضرب بريطانية.

### أبريل
- 7 أبريل – بيتر ميرفي (مواليد 1922) لاعب كرة قدم إنجليزي.
- 23 أبريل – ويليام هارتنيل (مواليد 1908) ممثل إنجليزي.

### مايو
- 20 مايو – باربرا هيبورث (مواليد 1903)

### يونيو
- 27 يونيو – جيفري إنغرام تايلور (مواليد 1886)

### يوليو
- 7 يوليو – وليام فالانس دوغلاس هودج (مواليد 1903) رياضياتي بريطاني.

### سبتمبر
- 10 سبتمبر – جورج باغيت طومسون (مواليد 1892)
- 26 سبتمبر – كونراد هال وادينجتون (مواليد 1905)

### أكتوبر
- 4 أكتوبر – ماي ساتون (مواليد 1886) لاعبة كرة مضرب من الولايات المتحدة.
- 22 أكتوبر – أرنولد توينبي (مواليد 1889) الحضارات والأمم مقياس للتقدم.

### نوفمبر
- 29 نوفمبر – غراهام هيل (مواليد 1929)

### ديسمبر
- 2 ديسمبر – جورج داوتي (مواليد 1901) مخترع من المملكة المتحدة.